# Джордж Мийд
 Тази статия е за американския философ.  За генерала вижте Джордж Гордън Мийд.  
Джордж Хърбърт Мийд (на английски: George Herbert Mead) е американски философ, социолог и психолог, роден на 27 февруари 1863 г. в Масачузетс, САЩ. Следва в Обърлин Колидж и Харвардския университет. Преподава в Мичиганския университет от 1891 до 1894 г. До смъртта си остава в университета в Чикаго. Умира на 26 април 1931 г.
Въпреки че е професор по философия, Джордж Мийд се занимава активно със социална психология. Социалната психология на Мийд е поведенческа „в смисъла на това, че започва с наблюдаемата дейност — динамиката, протичащите социални процеси и социални действия, които са нейни съставящи елементи за изучаване и научно анализиране“ (по Schsllsnberg, J., 1978). Друг важен социалнопсихологичен възглед на Мийд е идеята му, че „поведението на индивида може да бъде разбрано само с оглед на поведението на цялата социална група, в която членува“ (Mead, G., 1934). Противно на Фройд, той застъпва тезата, че поведението на човека е детерминирано от дейността, която е социална.
Мийд е забележителен психолог, провел редица изследвания по отношение на поведението на човека в социално взаимодействие – в групи. Въвежда за първи път термина референтни групи – групи, с които ние се асоциираме, съпоставяме или към които бихме желали да се присъединим; по-малко или повече различаващи се от групите, от които ние сме част. Пример: работник в завода на „Пежо“ често общува с по-високоплатените свои колеги инженери. В резултат от съпоставянето си с тях (неговата референтна група), той решава да си купи най-нов модел автомобил (който подобава на инженерите от неговата референтна група, но е съвсем неуместен за човек от средната класа – групата, към която работникът всъщност принадлежи). Извод: припознаването на референтните групи в групи, към които в действителност принадлежиш, може да доведе до доста негативни последици. В горния пример: най-малкото, спор и страшен скандал със съпругата, която винаги излиза права, защото тя има щастието да принадлежи към групата „Жена“.